# Alexandra Alexejewna Obolenskaja

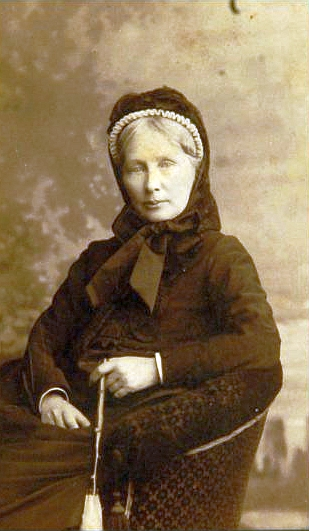
Alexandra Alexejewna Obolenskaja (1879)

Fürstin Alexandra Alexejewna Obolenskaja geborene Djakowa (russisch Александра Алексеевна Оболенская; * 27. Novemberjul. / 9. Dezember 1831greg. in Tscheremoschny bei Mzensk; † 8. Dezemberjul. / 20. Dezember 1890greg. in St. Petersburg) war eine russische Adlige, Verfechterin der Frauenbildung in Russland, Schulgründerin und Mäzenin.

## Leben
Alexandras Vater war der Gutsherr und Oberst a. D. Alexei Nikolajewitsch Djakow (1790–1837). Alexandras Mutter Baronesse Marie Dahlheim de Limousin war Djakows zweite Frau. Als Tochter eines französischen Emigranten hatte sie das St. Petersburger Smolny-Instituts für adlige Mädchen absolviert und war Hofdame Kaiserin Maria Fjodorownas geworden, die für eine schnelle Heirat sorgte. Während ihrer vierjährigen Ehe brachte sie ihre drei Töchter Maria, Alexandra und Jelisaweta zur Welt und starb nach der Geburt Jelisawetas 1833. 1836 heiratete Djakow als seine dritte Frau die Gesangsliebhaberin Jelisaweta Alexejewna Okulowa (1805–1886), Tochter des Generalleutnants Alexei Matwejewitsch Okulow, und starb ein Jahr später.
Alexandra genoss eine ausgezeichnete Bildung und zeigte früh ein Talent zum Zeichnen. Sie porträtierte Verwandte und Freunde mit genauer Wiedergabe ihrer Charakteristika. 1852 lehnte sie den Antrag Lew Tolstois ab. 1853 heiratete sie den Fürsten Andrei Wassiljewitsch Obolenski, Sohn des Generalmajors Fürst Wassili Petrowitsch Obolenski. Das Haus der Obolenskis in Kaluga war ein Treffpunkt eines Kreises von Verfechtern der Bauernbefreiung.
Als Alexandra mit ihrem Mann 1868 von Kaunas nach St. Petersburg umzog, schloss sie sich einem Kreis von Unterstützern der Frauenbildung an, dem Anna Filossofowa, M. A. Bykowa, Jelena Lichatschowa und Marija Trubnikowa angehörten und der intensiv die Eröffnung der Höheren Kurse für Frauen im Sinne einer Frauenuniversität in St. Petersburg beriet. 1869 beschloss Alexandra, in St. Petersburg ein Mädchengymnasium entsprechend einem Realgymnasium für Jungen zur Vorbereitung auf ein Universitätsstudium einzurichten. Für die Erstellung eines Lehrplans für das neuartige Gymnasium lud sie neben anderen kompetenten Pädagogen Alexander Heard und A. N. Strannoljubski ein. Nach einem Jahr wurde ein Budget von 8.000 Rubel festgestellt, von dem Alexandra die Hälfte und der Unterstützerkreis den Rest übernahm. Da Alexandra es für schwierig hielt, eine passende Person für die Leitung des Schulaufbaus zu finden, unterzog sie sich der Mühe, die Hauslehrerprüfung abzulegen. Im November 1870 eröffnete sie das Mädchengymnasium der Fürstin Obolenskaja. Sie unterstützte weiter die Schule und übernahm deren Finanzdefizite. Für ihre Schule verpflichtete sie hervorragende Pädagogen, so A. R. Heard als wissenschaftlichen Leiter (1879–1888) und als Lehrer den Literaturwissenschaftler Pjotr Weinberg und die Mathematiker N. I. Bilibin und A. N. Strannoljubski.
1880 wurde Alexandras Gymnasium den staatlichen Gymnasien gleichgestellt. Wegen ihrer angegriffenen Gesundheit (Asthma, Diabetes) übergab Alexandra die Führung ihres Gymnasiums ihrer Tochter Fürstin Marija Andrejewna Meschtscherska (1858–1915), ohne ihr Interesse an der Schule aufzugeben. Jedes Jahr verbrachte sie einige Monate zur Erholung an der Côte d’Azur. Vor ihrem Tode kehrte sie von der Krim nach St. Petersburg zurück, um im Kreise ihrer Kinder und ihres Gymnasiums sterben zu können.